# Corentin Fila
Corentin Fila es el nombre de un actor francés nacido en París, el 28 de septiembre de 1988.

## Biografía
Corentin Fila es hijo de un especializado maestro francés y director franco-congoleño, David-Pierre Fila. A los 23 años, se siente en shock por una obra de Peter Brook realizado por los actores de Sudáfrica, y decidió ir en la actuación. Finalmente fue descubierto por André Téchiné durante una selección de reparto por su película  Cuando tienes 17 años. Corentin Fila interpreta un papel principal, Thomas, junto Kacey Mottet-Klein y Sandrine Kiberlain.

## Filmografía
- 2016 : Cuando tienes 17 años de André Téchiné : Thomas

## Series
- 2019 : Mortal : Obé

## Reconocimiento

### Premios Lumiere
- Mejor actor revelación por Cuando tienes 17 años (Nominado)

### Premios César
- Mejor actor revelación por Cuando tienes 17 años (Pendiente)